# Rwanda Athletics Federation
Die Rwanda Athletics Federation (kurz RAF, französisch Fédération rwandaise d'athlétisme) ist ein Leichtathletik-Dachverband in Ruanda.

## Organisation
Präsident der RAF ist Lemuel Kayumba und Generalsekretär Jean-Paul Niyintunze. Die RAF ist Mitglied von World Athletics und der Confédération Africaine d’Athlétisme (CAA), wo sie der Zentral-Region zugeordnet wird. Sitz der RAF ist das Stade Amahoro in Kigali.

## Events
Die RAF organisiert Leichtathletikveranstaltungen wie die nationalen Leichtathletikmeisterschaften, regionale Wettbewerbe und Veranstaltungen mit internationalen Teilnehmern, darunter den Kigali International Peace Marathon (KIPM).